# Cyathea squamata
Cyathea squamata là một loài thực vật có mạch trong họ Cyatheaceae. Loài này được (Klotzsch) Domin mô tả khoa học đầu tiên năm 1930.